# Fernando Pessoa
Fernando António Nogueira de Seabra Pessôa (født 13. juni 1888 i Lissabon, død 30. november 1935 smst.) var en portugisisk forfatter, forlægger og tidsskriftredaktør. Han udgav kun en bog i sin levetid, digtsamlingen Mensagem (da. "Rastløshedens bog"), men efterlod sig et stort og vægtigt forfatterskab, og anses som den vigtigste portugisiske modernistiske digter. De fleste af hans værker skrev han som sine heteronymer, hvoraf de vigtigste er Alberto Caeiro, Álvaro de Campos og Ricardo Reis.

## Værker på dansk
- Tobaksforretning (Álvaro de Campos), digte oversat af Peter Poulsen, 1977
- Den såkaldte sjæl : digte af ham selv, oversat af Peter Poulsen, 2002. ISBN 87-90990-15-3
- Rastløshedens bog af Bernardo Soares, prosastykker, oversat af Mone Hvass, 2005. ISBN 978-87-89985-05-3
- De flygtige roser : oder og digte af Ricardo Reis, oversat af Peter Poulsen, 2001. ISBN 87-89985-85-0
- At være virkelig : samlede digte af Alberto Caeiro, oversat af Peter Poulsen, 1999. ISBN 87-89985-71-0
- Den anarkistiske bankier, oversat af Mone Hvass, 1991. ISBN 87-88211-29-0
- Alle kærlighedsbreve er latterlige : digte, oversat af Peter Poulsen, 1989. ISBN 87-568-0951-4
- Stik modsat af hvad som helst : digte af Álvaro de Campos, oversat af Peter Poulsen, 1998. ISBN 87-89985-78-8